# Jonathan Joestar
(Jonathan Joestar)
Jonathan Joestar (ジョナサン ジョースター?, Jonasan Jōsutā) è il protagonista di Phantom Blood, prima serie del manga Le bizzarre avventure di JoJo di Hirohiko Araki.

## Creazione e sviluppo
Araki ha creato Jonathan con l'idea di avere un personaggio totalmente positivo da opporre alla sua temibile nemesi Dio Brando. A distanza di anni dalla stesura di Phantom Blood, l'autore si è parzialmente pentito di averlo reso troppo buono e ha ammesso che se dovesse rifarlo di nuovo lo renderebbe più ambiguo, mostrando anche "le debolezze del suo cuore". A proposito dell'origine del nome, l'autore ha affermato che voleva usare "Jonathan" per il suo personaggio e al tempo stesso un cognome che creasse un'assonanza, quindi "Joestar" venne quasi in automatico. Molti pensano che Araki per creare il personaggio abbia preso come spunto sia dal punto di vista estetico, sia di quello psicologico ed emotivo Ken il guerriero.

## Storia
Vive nell'Inghilterra alla fine del XIX secolo ed è il figlio del ricco lord George Joestar I. Dopo aver perso la madre in un incidente durante un viaggio con la carrozza vive una vita tranquilla. Il padre adotta Dio Brando (il figlio del malvivente alcolizzato Dario), coetaneo di Jonathan credendo che suo padre in gioventù gli avesse salvato la vita. Si rivelerà essere senza pietà per la famiglia Joestar, prima privando Jonathan di ogni amicizia e affetto (eliminando il suo fido cane Danny e allontanando da lui l'amata Erina Pendleton), e poi cercando di uccidere il genitore adottivo con lo stesso veleno con cui aveva ucciso il padre.
Ma scoperto e messo alle corde da Jonathan e il suo amico Speedwagon, Dio usa su di sé la Maschera di Pietra, un portentoso artefatto di origine azteca in grado di trasformare l'uomo in un vampiro. Per affrontarlo, Jonathan apprenderà la tecnica delle onde concentriche dal misterioso avventuriero Will Antonio Zeppeli, grazie alla quale potrà scontrarsi con zombie e cavalieri medievali evocati da Dio Brando fino allo scontro finale con il nemico. Al termine della serie, il corpo di Dio viene distrutto da Jonathan. Si salva solo la sua testa (vivente) che viene raccolta da un suo seguace.
Credendo di essersi liberato per sempre di Dio, Jonathan decide di sposare Erina, ma nel viaggio verrà attaccato dagli ultimi seguaci del nemico, intenzionato ad impossessarsi del suo corpo, e ferito mortalmente userà le sue ultime energie per far esplodere la nave, nel tentativo di portare Dio con sé. Erina, incinta del figlio di Jonathan, riuscirà a scappare portando con sé una bambina (che si rivelerà essere Lisa Lisa, la madre di Joseph Joestar).
All'inizio della terza serie, ambientata 100 anni dopo la prima, è rivelato che il malefico piano di Dio Brando ha funzionato ed egli, preso possesso del corpo di Jonathan, è rimasto in una sorta di letargo sul fondo del mare chiuso in un baule. Dopo il suo risveglio Dio avrà difficoltà a prendere pieno possesso del corpo di Jonathan, riuscendoci solo dopo aver bevuto il sangue di suo nipote Joseph durante il suo scontro con Jotaro. Dopo la sconfitta di Dio, quel che resta del corpo di Jonathan verrà poi bruciato da Joseph e Jotaro, ponendo fine una volta per tutte alla minaccia del malvagio Dio Brando.
Durante la quinta e la sesta serie inoltre viene rivelato che Dio, usando il corpo di Jonathan, aveva messo incinta una donna che darà poi alla luce Giorno Giovanna, più diverse altre donne.

## Personalità
Jonathan Joestar ha una personalità tranquilla, virtuosa, buona. Quest'ultimo è il perfetto esempio di estremizzazione delle virtù umane, si definisce per l'appunto "Un vero Gentiluomo". Come possiamo vedere in più occasioni è sempre disposto ad aiutare gli altri e ha un grande senso dell'onore e del rispetto.

## Poteri e abilità

### Onde concentriche
Per poter sconfiggere Dio Brando, Jonathan apprende dal Barone Will A. Zeppeli la tecnica delle Onde Concentriche, detta anche "Via dell'Eremita". Essa è basata su di una particolare tecnica di respirazione e permette di poter emanare un'energia con la stessa struttura della luce solare. Jonathan è stato anche l'unico che sia riuscito a utilizzare le Onde in punto di morte senza respirare. L'energia concentrica può essere utilizzata in modo estremamente vario, come tecnica curativa ma anche come arma offensiva (estremamente efficace contro vampiri, demoni e zombie). Nel corso della prima serie, Jonathan sviluppa diverse tecniche basate sull'utilizzo della Via dell'Eremita:
- Tecnica Respiratoria, tecnica basilare per creazione delle Onde Concentriche che permette anche di sentire la presenza dei nemici.
- Sunlight Yellow Overdrive, potente colpo, o raffica di colpi, che tramite le Onde danneggia fortemente l'avversario; è la tecnica concentrica più efficace contro i vampiri.
- Metal Silver Overdrive, potente colpo che utilizzando il metallo come conduttore si espande violentemente nel corpo del nemico.
- Zoom Punch, permette tramite le Onde Concentriche di allungare il proprio braccio fino a 2 metri, senza provare alcun dolore, e sferrare un potente colpo.
- Scarlet Overdrive, potente colpo, che, tramite le Onde brucia all'impatto.
- Stile Acquatico: Torquoise Blue Overdrive, potente colpo che tramite l'acqua si espande fino a colpire il nemico con un impatto violento.
- Tecnica Curativa, tecnica che utilizza le Onde Concentriche per curare le proprie ferite.